# Белое (Рославльский район)
Белое — деревня в Рославльском районе Смоленской области России. Входит в состав Пригорьевского сельского поселения. По состоянию на 2007 год постоянного населения не имеет. 
Расположена в южной части области в 24 км к юго-востоку от Рославля, в 16 км северо-восточнее автодороги А141 Орёл — Витебск, на берегу реки Белянка. В 4 км севернее деревни расположена железнодорожная станция О.п. 23-й км на линии Рославль — Фаянсовая. 

## История
В годы Великой Отечественной войны деревня была оккупирована гитлеровскими войсками в августе 1941 года, освобождена в сентябре 1943 года.